# Lennard Nieleck
Lennard Collin Nieleck (* 10. März 2004 in Witten) ist ein deutscher Eishockeyspieler, der seit Dezember 2022 bei den Iserlohn Roosters aus der Deutschen Eishockey Liga (DEL) unter Vertrag steht und dort seit September 2024 auf der Position des Centers spielt. Zuvor absolvierte er bereits drei DEL-Spiele für die Augsburger Panther.

## Karriere
Nach Anfängen beim EHC Dortmund durchlief Lennard Nieleck Nachwuchsmannschaften beim Krefelder EV, der Düsseldorfer EG und dem Kölner EC. Im Sommer 2018 wechselte er an die RB Hockey Academy des EC Salzburg. Nach drei Jahren schloss er sich im Sommer 2021 dem Augsburger EV an. Für die Panther kam er in der Spielzeit 2021/22 auch zu seinen ersten Einsätzen in der Deutschen Eishockey Liga (DEL), zudem lief er per Förderlizenz dreimal für den EV Lindau in der Oberliga auf. Im Dezember 2022 kehrte er in seine westfälische Heimat zurück und unterzeichnete einen Vertrag bei den Iserlohn Roosters. Neben vier Spielen in der DEL wurde er dort hauptsächlich beim Kooperationspartner Herner EV in der Oberliga eingesetzt. In der Saison 2023/24 wurde er per Förderlizenz an die Hammer Eisbären in der Oberliga abgegeben, bei denen er sich mit 34 Scorerpunkten aus 38 Spielen zu einem der erfolgreichsten Stürmer entwickelte und zeitweise als Center der ersten Reihe aufgestellt wurde. Zur Saison 2024/25 schaffte er schließlich den dauerhaften Sprung in den DEL-Kader Iserlohns.

### International
Seine ersten Länderspiele absolvierte Lennard Nieleck in der Saison 2019/20, als er mit der U16-Nationalmannschaft am Vaujany Cup in Frankreich teilnahm. Es folgte in der Spielzeit 2022/23 eine Turnierteilnahme mit der U19-Auswahl. Ein Jahr später gehörte er dann zum Kader der U20-Nationalmannschaft für die U20-Junioren-Weltmeisterschaft 2024, bei der Deutschland den Klassenerhalt in der Top-Division feiern konnte. In vier Partien kam er dabei auf rund 20 Minuten Eiszeit und steuerte zwei Torvorlagen bei.

## Erfolge und Auszeichnungen
- 2021 Meister der ICE Young Stars League mit dem EC Red Bull Salzburg
- 2023 Aufstieg in die Deutsche Nachwuchsliga mit dem Iserlohner EC

## Karrierestatistik
Stand: Ende der Saison 2024/25

### International
Vertrat Deutschland bei:
- U20-Junioren-Weltmeisterschaft 2024

(Legende zur Spielerstatistik: Sp oder GP = absolvierte Spiele; T oder G = erzielte Tore; V oder A = erzielte Assists; Pkt oder Pts = erzielte Scorerpunkte; SM oder PIM = erhaltene Strafminuten; +/− = Plus/Minus-Bilanz; PP = erzielte Überzahltore; SH = erzielte Unterzahltore; GW = erzielte Siegtore; 1 Play-downs/Relegation; Kursiv: Statistik nicht vollständig)